# 宽昭螺序草
宽昭螺序草（学名：Spiradiclis howii）为茜草科螺序草属下的一个种。

## 扩展阅读
- 維基物種上的相關：宽昭螺序草